# تداخل کانال مجاور
تداخل کانال مجاور (به انگلیسی: Adjacent-channel interference) یک تداخل است که به وسیلهٔ توان برون‌زاد (به انگلیسی: extraneous) یک سیگنال در یک کانال مجاور ایجاد می‌شود. این پدیده ممکن است ناشی از فیلترکردن ناکافی (مانند فیلترکردن ناقص مدولاسیون ناخواسته تولیدشده در سامانه‌های FM)، تنظیم نادرست یا فرکانس کنترل ضعیف (در کانال مرجع، در کانال متداخل یا در هر دو) باشد.
ACI از هم‌شنوی متمایز می‌شود.

## ریشه
تداخل کانال مجاور که در آن گیرنده A از فرستندهٔ B تجربه می‌کند مجموع توانی است که فرستندهٔ B در کانال A منتشر می‌کند —که با عنوان «تابش ناخواسته» شناخته می‌شود، و با عنوان نسبت نشت کانال مجاور ارائه می‌شود— و توانی که A از کانال B دریافت می‌کند با عنوان انتخاب‌پذیری کانال مجاور شناخته می‌شود. توانی که B در کانال A منتشر می‌کند نشت کانال مجاور (تابش ناخواسته) نامیده می‌شود. این اتفاق به دو دلیل رخ می‌دهد. اولاً به این دلیل که فیلترهای RF خطا دارند، و یک سیگنال را به‌طور کامل حذف نمی‌کنند. دوما به علت میان‌مدولاسون در تقویت‌کننده B، که به باعث می‌شود طیف انتقال فراتر از آنچه در نظر گرفته شده بود منتشر شود. به همین دلیل B مقدار کمی توان به کانال مجاور منتشر می‌کند که به وسیلهٔ A دریافت می‌شود. A کمی از انتشارات کانال B را به خاطر خطای فیلترهای انتخاب‌پذیری A. فیلترهای انتخاب‌پذیری برای «انتخاب» یک کانال طراحی شده‌اند. به‌طور مشابه، سیگنال B از اعوجاج‌های میان‌مدولاسون رنج می‌برد که از تقویت کننده RF ورودی A عبور می‌کنند و توان بیشتری را به فرکانس‌های مجاور می‌رسانند.

## روش اجتناب
نهادهای تنظیم مقررات پخش‌همگانی مکرراً طیف پخش‌همگانی را مدیریت می‌کنند تا تداخل کانال مجاور را به حداقل برسانند. برای مثال، در آمریکای شمالی، در یک منطقه به ایستگاه‌های رادیویی FM در فرکانس‌های مجاور مجوز داده نمی‌شود. — یعنی در یک شهر اگر یک ایستگاه در ۹۹٫۵ مگاهرتز مجاز باشد، اولین فرکانس‌های مجاور که ۹۹٫۳ مگاهرتز و ۹۹٫۷ مگاهرتز هستند نمی‌توانند در مکان‌هایی با یک فاصله معین از فرستندهٔ ایستگاه استفاده شوند؛ و دومین فرکانس‌های مجاور یعنی ۹۹٫۱ مگاهرتز و ۹۹٫۹ مگاهرتز، محدود به کاربردهایی تخصصی مانند ایستگاه‌های توان-پایین هستند. محدودیت‌های مشابه قبلاً برای فرکانس‌های مجاور سوم (به عنوان مثال ۹۸٫۹ مگاهرتز و ۱۰۰٫۱ مگاهرتز در مثال بالا) اعمال می‌شد، ولی دیگر مشاهده نمی‌شود.